# Humieres
Humieres je priimek več oseb:
- Alain-Bertrand-Marie-Gaston d'Humieres, francoski general
- Gaspard-Henri-Marie-Gaston d'Humieres, francoski general